# Weltmeisterschaften im Trampolinturnen 2010
Die 27. Turn-Weltmeisterschaften im Trampolinturnen fanden vom 10. bis 13. November 2010 in Metz, Frankreich statt.
Es wurden keine Mannschaftsbewerbe ausgetragen.

## Ergebnisse

### Männer Einzel
| Rang | Land                | Turner          |
| ---- | ------------------- | --------------- |
|      | Volksrepublik China | Dong Dong       |
|      | Volksrepublik China | Ye Shuai        |
|      | Japan               | Yasuhiro Ueyama |

### Synchron Männer
| Rang | Land                | Turner                            |
| ---- | ------------------- | --------------------------------- |
|      | Volksrepublik China | Tu Xiao Dong Dong                 |
|      | Frankreich          | Sébastien Martiny Grégoire Pennes |
|      | Japan               | Tetsuya Sotomura Masaki Itō       |

### Doppel Mini-Trampolin Männer
| Rang | Land               | Turner                |
| ---- | ------------------ | --------------------- |
|      | Portugal           | Andre Lico            |
|      | Vereinigte Staaten | Austin White          |
|      | Russland           | Jewgeni Tschernojanow |

### Tumbling Männer
| Rang | Land                | Turner           |
| ---- | ------------------- | ---------------- |
|      | Ukraine             | Viktor Kyforenko |
|      | Volksrepublik China | Yang Song        |
|      | Russland            | Andrej Krylow    |

### Damen Einzel
| Rank | Land                | Turnerin            |
| ---- | ------------------- | ------------------- |
|      | Volksrepublik China | Li Dan              |
|      | Volksrepublik China | Huang Shanshan      |
|      | Kanada              | Rosannagh MacLennan |

### Synchron Damen
| Rang | Land        | Turner                                 |
| ---- | ----------- | -------------------------------------- |
|      | Russland    | Irina Karawajewa Wiktorija Woronina    |
|      | Deutschland | Carina Baumgärtner Anna Dogonadze      |
|      | Belarus     | Tazzjana Pjatrenja Katsiaryna Mironawa |

### Doppel Mini-Trampolin Damen
| Rang | Land      | Turner             |
| ---- | --------- | ------------------ |
|      | Kanada    | Corissa Boychuk    |
|      | Südafrika | Bianca Budler      |
|      | Russland  | Swetlana Balandina |

### Tumbling Damen
| Rang | Land       | Turner                |
| ---- | ---------- | --------------------- |
|      | Russland   | Anna Korobeinikowa    |
|      | Russland   | Jelena Krasnokutskaja |
|      | Frankreich | Marine Debauve        |

### Medaillenspiegel
| Rang | Nation              | Gold | Silber | Bronze | Gesamt |
| ---- | ------------------- | ---- | ------ | ------ | ------ |
| 1    | Volksrepublik China | 3    | 3      | -      | 6      |
| 2    | Russland            | 2    | 1      | 3      | 6      |
| 3    | Kanada              | 1    | -      | 1      | 2      |
| 4    | Portugal            | 1    | -      | -      | 1      |
| 4    | Ukraine             | 1    | -      | -      | 1      |
| 6    | Frankreich          | -    | 1      | 1      | 2      |
| 7    | Vereinigte Staaten  | -    | 1      | -      | 1      |
| 7    | Deutschland         | -    | 1      | -      | 1      |
| 8    | Südafrika           | -    | 1      | -      | 1      |
| 10   | Japan               | -    | -      | 2      | 2      |
| 10   | Belarus             | -    | -      | 1      | 1      |